# プラト＝ディ＝ジョヴェリーナ
プラト＝ディ＝ジョヴェリーナ （Prato-di-Giovellina）は、フランス、コルス地方公共団体、オート＝コルス県のコミューン。

## 地理
かつてのピエーヴ（fr、洗礼堂を備えた農村部の教会が統率する、宗教的・行政的な区画）であるジョヴェリーナ地方に属する、小さなコミューンである。ジョヴェリーナはゴロ川流域に広がり、ピエディリジオ、プラト＝ディ＝ジョヴェリーナ、ポポラスカ、カスティリョーヌから構成される。4つのコミューンのうちポポラスカだけがコルス地域圏自然公園に属している。
プラト＝ディ＝ジョヴェリーナは、チント山のふもと、ポポラスカ連山の東、コルス結晶岩の上にある。ポポラスカ連山のふもとの山腹に腰かけたプラト＝ディ＝ジョヴェリーナは、その領域には北、東、南に開けた無数の谷があり、そこを流れる小川はゴロ川に注いでいる。ゴロ川で区切られた東側は、コルス島の中央低地の一部で、狭くて距離が長いコルテの畝を軸とする堆積地帯で構成される。
村は標高700mを超える場所に建設され、気候は厳しく、冬は寒く夏は暑い。コミューンに目立った森林はないが、セイヨウヒイラギガシ、ホワイトオーク、ヨーロッパクロマツの木立がある。
ゴロ川沿いにおよそ1kmにわたってコミューンの領域を横切る国道20号線から遠くない。コルテからは20km離れている。最寄りの鉄道駅は、6km離れたフランカルド駅である。

## 都市化
村はゴロ川谷を見下ろしている。住宅はほとんどが改修された古い建物で、漆喰の壁と赤いタイルの屋根が特徴である。古い建物はコミューンの領域全体に点在している。

## 人口統計
| 1962年 | 1968年 | 1975年 | 1982年 | 1990年 | 1999年 | 2006年 | 2014年 |
| ------ | ------ | ------ | ------ | ------ | ------ | ------ | ------ |
| 73     | 57     | 54     | 47     | 39     | 40     | 51     | 43     |

参照元:1962年から1999年までは複数コミューンに住所登録をする者の重複分を除いたもの。それ以降は当該コミューンの人口統計によるもの。1999年までEHESS/Cassini、2006年以降INSEE。

## 史跡
- セラヴァル城 - 中世。ダンジョンの壁が歴史的記念物に指定[4]。
- モンテ・アルバーノ塔 - ジェノヴァ共和国支配時代の建設
- アノンシアション教区教会 - バロック様式
- 旧セルヴォーヌ教会 - 現在は廃墟

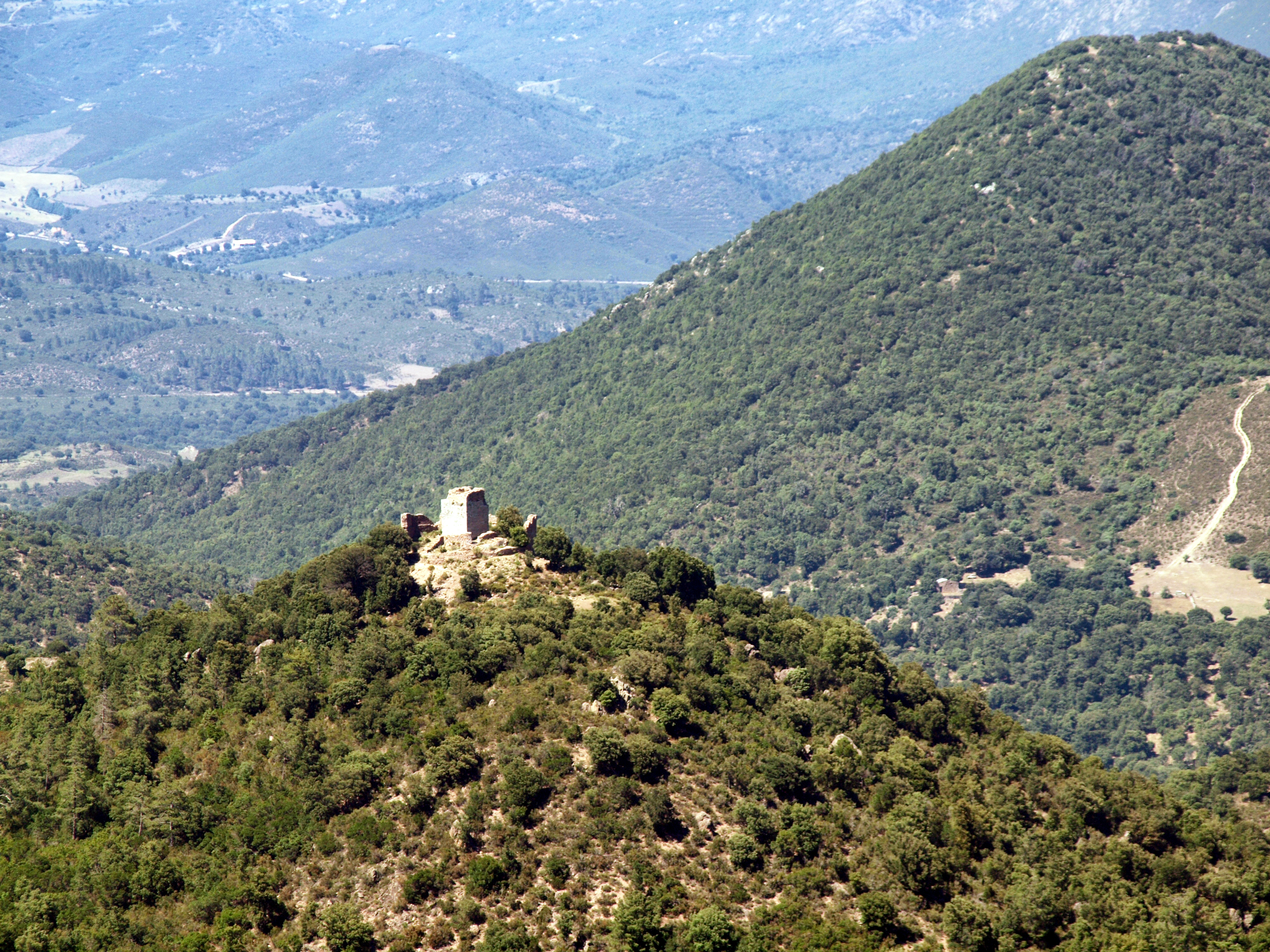
セラヴァル城
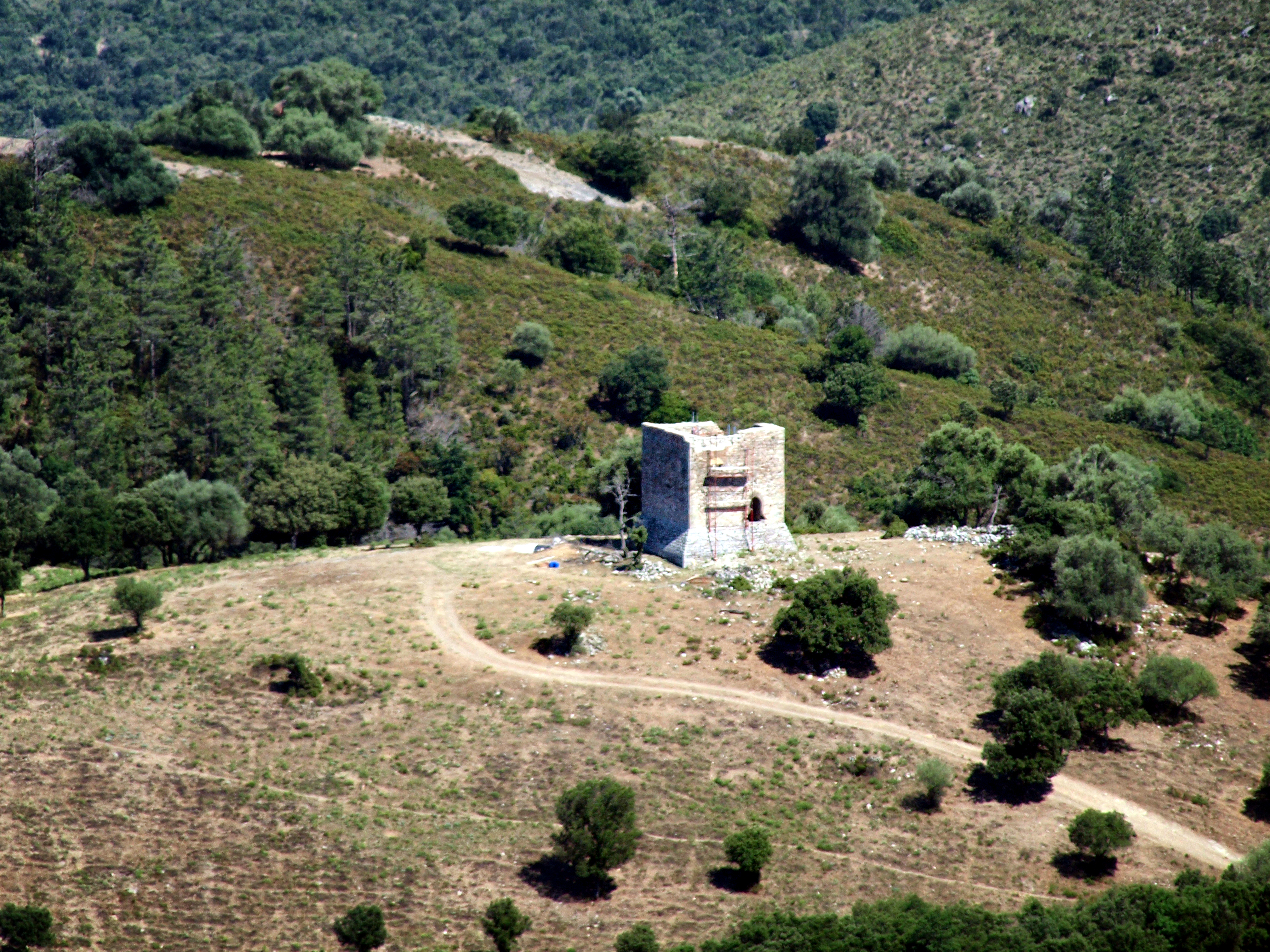
モンテ・アルバーノ塔
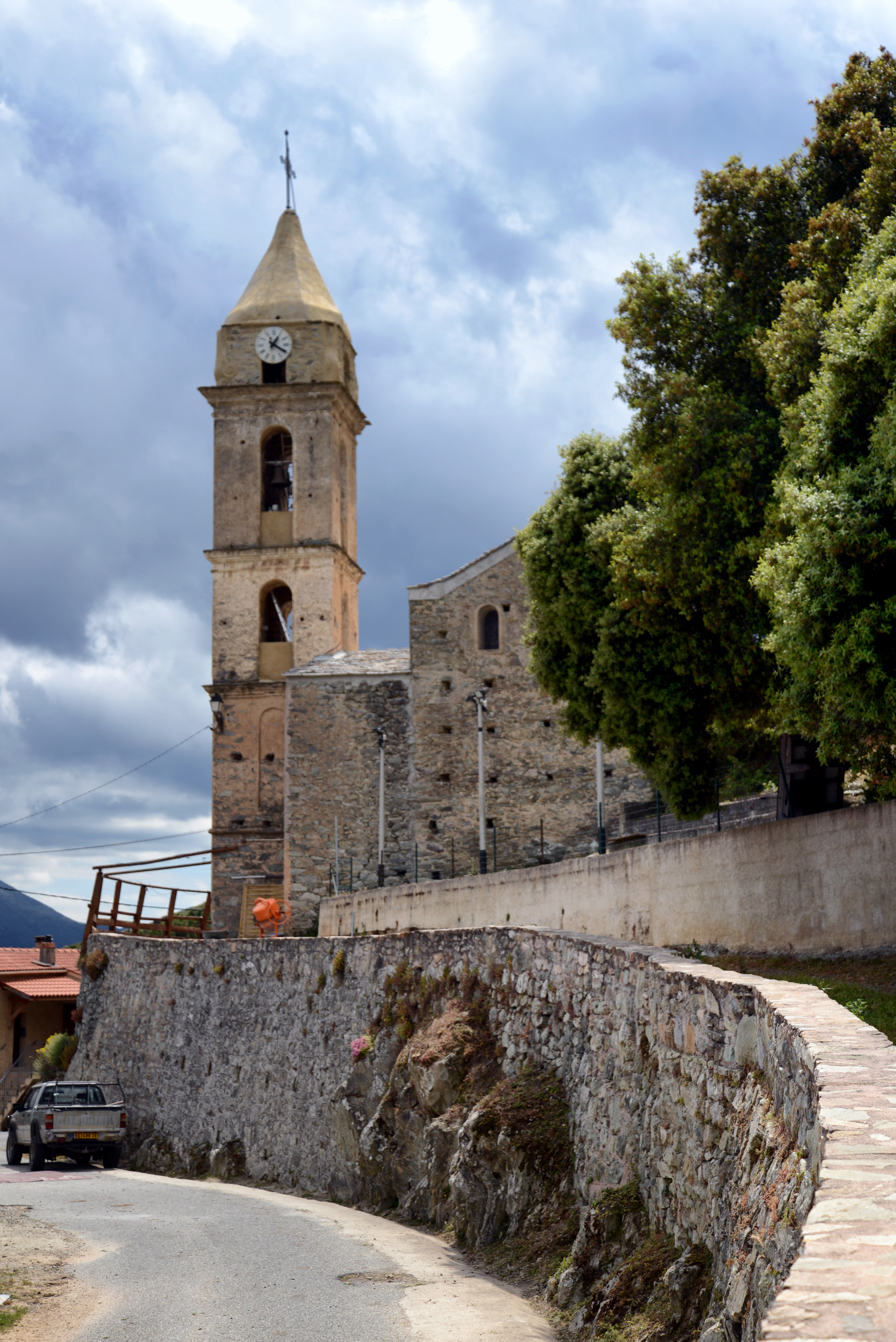
アノンシアション教会